# Río Nuevo Guadalquivir
Der Río Nuevo Guadalquivir (auch: Río Guadalquivir) ist ein Fluss im Süden des südamerikanischen Anden-Staates Bolivien.
Der Río Nuevo Guadalquivir bildet sich aus dem Zusammenfluss von mehreren kleineren Gewässern bei der Gemeinde Trancas westlich der Ortschaft Tomatas Grande. Dabei handelt es sich unter anderem um den Río Chamata, den Río Vermillo, den Río Trancas und den Río Muyorkho, die alle ihren Ursprung etwa fünfzig Kilometer nördlich der Stadt Tarija in der Cordillera de Sama auf etwa 3400 m Höhe haben. Ab dem Zusammenfluss oberhalb der Ortschaft Tomatas Grande trägt das Gewässer den Namen „Río Nuevo Guadalquivir“, benannt nach dem andalusischen Fluss Guadalquivir. Er fließt dann in weitgehend südlicher Richtung westlich am Stadtkern von Tarija vorbei. Unterhalb von Tarija vereinigt sich der Fluss nach insgesamt 36 Kilometern nahe der Landstadt Valle de Concepción (früher: Uriondo) mit dem Río Camacho und trägt ab dort bis zu seiner Vereinigung mit dem Río Itaú den Namen „Río Tarija“, anschließend bis zur Mündung in den Río Bermejo den Namen Río Grande de Tarija.